# 王者荣耀
《王者荣耀》（英语：Honor of Kings，简称：HOK），原名称《英雄战迹》（2015年7月）、《王者联盟》（2015年10月），是由腾讯旗下天美工作室群L1工作室开发并运行在iOS、Android平台的多人在线快节奏竞技游戏。于2022年运营商由深圳市腾讯计算机系统有限公司改为深圳市腾讯天游科技有限公司。
游戏以玩家选择角色或英雄为中心，参与多种模式的 PVP 战斗，包括 1v1、3v3、5v5 和 10v10 对决。
满足条件后可以参加游戏的排位赛等，还可以参加PVE的闯关模式，是属于推塔类型的游戏。
2015年11月26日推出公测版。截止到2023年12月，单日活跃人数最高破1亿6千万，最高同时在线人数破300万，总下载次数逾38亿次，注册用户数亦突破3亿。2017年5月取得全球手游综合收入榜冠军。截至2019年，王者荣耀的总营业额约为78亿美元（约511亿人民币）。
2016年9月，正式启动王者荣耀职业联赛全年分为春季赛和秋季赛两个赛季，每个赛季分为常规赛、季后赛及总决赛三个部分。
2021年8月28日，天美及腾讯游戏宣布，王者荣耀世界冠军杯将在2022年联合王者荣耀国际版（傳說對決Arena of Valor）迎来重磅升级，成为一个新的全球职业电竞赛事：王者荣耀世界冠军杯（Honor of Kings International Championship）。
2021年11月5日，入选杭州2022年亚运会正式竞赛项目。为保证比赛真实性及公平性，腾讯天美工作室群将打造《王者荣耀亚运会版》。这是电子竞技首次成为亚运会正式竞赛项目，项目所获得的奖牌也将全部计入国家奖牌榜。
2024年1月13日，王者荣耀官方公布「2024全年点竞赛事」规划，在王者榮耀職業聯賽（KPL）增設「年度總总决赛」、国际赛事事方面則推出王者榮耀國際邀請系列賽。
2024年6月20日，王者荣耀推廣至全球，在中國大陸以外的160個國家上線。且允许与中国大陆服务器联动，可以继承账号等。
2025年3月1日，王者荣耀官方公布「2025全年点竞赛事」规划，包含三場國際賽事（KIS洲際錦標賽S3賽季、KWC王者榮耀電競世界杯、KIC王者榮耀世界冠軍杯），並新增7個地區職業聯賽、KCS校園錦標賽。

## 游戏模式

### 竞技对抗

#### 王者峡谷（5v5）

王者峡谷中路的对线，下方的英雄是妲己，上方的英雄则是弈星。

十位玩家各操控一位英雄，被分为两组队伍（紅方或藍方）。两组队伍从中心对称的地图的两端发起进攻，胜利的条件是「破坏敌方的水晶」或「敌方投降」。要破坏敵方水晶，队伍必须破坏路上的防御塔，而防御塔通常被放在可以抵达敌方水晶基地塔的3条主要路线上，当玩家独自靠近防御塔时，会承受来自防御塔的高强度攻击，攻击会逐次增强。且双方水晶都会定时向这三条路线的方向派出小兵前往战场。当小兵进入防御塔攻击范围时，防御塔会优先攻击小兵
但当某位玩家操控的英雄在防御塔范围内攻击敌方英雄时，防御塔将放弃攻击小兵而转为攻击最后一位攻击敌方英雄的英雄。每个玩家通过杀死敌方小兵、敌方英雄或野区的中立怪物（俗称“打野”，部分带有增益效果）来升级自己的英雄等级及获得金钱增益。击杀敌人也可以使自己的英雄在游戏中取得金币，以便购买裝備来加强英雄的能力。

##### 王者峡谷征召模式（5v5）
當玩家段位達到永恆鑽石或以上時，排位賽將會進入征召模式。双方共十位玩家，进入禁用英雄阶段，蓝方队伍优先禁用一位英雄，之后轮到红方队伍禁用两位英雄，之后再轮到蓝方禁用两位英雄，之后再轮到红方禁用一位英雄。排位赛最多禁用六位英雄（双方各三位）；战队赛最多禁用四位英雄（双方各兩位）。段位達到王者，最多可以停用10個英雄（雙方各5個）。之后双方进入挑选英雄阶段，同样蓝方第一位玩家优先选择一位英雄，之后轮到红方第一位及第二位玩家各选择一位英雄，再轮到蓝方第二位及第三位玩家各选择一位英雄，以此类推，直到红方第五位玩家选择最后一位英雄。期间也能通过“帮抢”帮助位置比自己后的玩家提早选择想要使用的英雄，然后自己与该英雄的位置交换。由于挑选过的英雄不能重复选择，因此双方都不会有同样的英雄出现（如双方不会都有貂蝉）。最后进入调整阶段，双方在一定的时间内调整英雄皮肤、召唤师技能、铭文及出装，也能与其他队友进行英雄互换（自己与队友必须拥有能够进行互换的英雄 ）。其后玩法与王者峡谷一样。在房间征召模式里，征召有分1及2阶段，征召1阶段双方先禁用各两位英雄，再挑选各三位英雄，之后轮到征召2阶段时双方再禁用各两位英雄，之后才再挑选各两位英雄，最多禁用八位英雄（双方各人4+4位)使用的英雄的必須是達到一定的熟練度。征召模式亦是王者榮耀職業比賽中準備階段中的使用方式。

#### 长平攻防战（3v3）
共六位玩家，与其他模式基本游戏方法相同。在该模式的地图中，抵达敌方水晶基地塔的主要路线只有一条，但存在两块野区和中立怪物（野区内击败主宰有强力增益，只能叠加三层）。双方各有2座防御塔和1座基地。获胜条件亦是「破坏敌方的水晶」或「敌方投降」。

#### 墨家机关道（1v1）
共两位玩家，其为1对1SOLO地图模式。地图为直筒型，两头各为双方玩家的复活点，水晶基地位于复活点正前，基地塔前仅有一座防御塔；泉水内不提供加速增益效果；可使用回城；其余规则与“王者峡谷”模式相同，获胜条件亦是「破坏敌方的第一座防御塔」或「敌方投降」。在2021年6月23日更新的《长安掠火》版本中，添加了王者峡谷地图的1v1模式，皆指在对战过程中体验到王者峡谷真实对抗的感受。新的1v1（王者峡谷）模式中会单独存储玩家的英雄选择和禁用信息，与选择老的1v1（墨家机关道）模式一致，都是可以先进行英雄的选择和禁用，确认之后进入匹配阶段。进入匹配阶段后，系统会根据您所选择的英雄、分路及禁用的英雄来匹配实力对应的对手，之后将会进入对应分路的地图进行对战。进入游戏中，只有对应的分路会出现士兵，在地表和小地图都有引导提示，告知对抗的路线。摧毁对应分路的第一座防御塔即可获得本局对战的胜利，其他分路的防御塔都被设置为不可选中，可以安心的在对应的分路中进行对抗体验。

#### 神祇戰場（10v10）
10V10众星峡谷的地图一共有四条路和一个大野区。中心区域为风暴龙王刷新点，10分钟前无法进入，10分钟时会刷新并开放这片区域，同时所有野怪将死亡，风暴龙王比5V5中的更凶残，伤害更高血量也更厚，需要组团才能击杀，获得的buff效果也会随击杀次数越来越强。同时也新增了黄buff，效果就是持续回血，可以增加续航能力。在此模式中，只要我方有任何英雄获得buff，所有队友均可获得buff（但效果减弱）10V10的排位机制相较于5v5有很多不一样的规则，该模式在禁人时会以投票的形式完成快速禁人（每人可以禁用3名英雄，选取禁用次数最多的6名英雄禁用）10V10中的段位是一个独立系统，与5V5排位互不影响，但首次会基于5V5的段位进行继承。10V10中的段位采用了积分制，即使在排位中打输了，但战绩好评分高，也会获得段位积分。接下来就是进入局内对战环节，玩家在泉水时，回城按钮会替换成传送，可传送我方任何一座存活防御塔或小兵。每条线上都有两位玩家，且两名玩家均可获得所有经济。需要注意的是，血包在该模式中刷新时间为30秒，同时英雄在吃血包后会有“疲劳”debuff,即60秒内不可再吃血包，防御塔或者占领点被摧毁，摧毁方获得占领点，给附近的友军提供增益buff，这个占领点不会攻击，可随时被对面拆除和占领，己方也可以随时拆除和占领对面的。同时由于模式限制，某些英雄如武则天等，对技能等进行了削弱。

#### 排位赛
玩家等级达到6级且拥有至少5个英雄即可参加排位赛。排位赛分为单人、多人组队和五人组队三个模式，五人组队只会匹配到五人队伍。所有参与排位赛的玩家，系统会根据玩家的实力情况匹配合适的队友和对手。排位赛一共分为十大段位，由低到高分别是倔强青铜、秩序白银、荣耀黄金、尊贵铂金、永恒钻石、至尊星耀、最强王者、無雙王者、荣耀王者、傳奇王者。王者荣耀的段位升段采用记星制，青铜段位有3个小段，每个小段需要3颗星星；白银段位有3个小段，每个小段需要3颗星星；黄金段位有4个小段，每个段位需要4颗星星；铂金段位有4个小段，每个段位有4颗星星；钻石段位有5个小段，每个段位需要5颗星星；星耀段位有5个小段，每个段位需要5颗星星； 每赢一局获得基础分100分，然后根据表现进行额外加分，每100分增加一颗星 。到达最强王者段位后不再有具体的小段划分，星数达到25星可晋升无双王者，最强王者50星即可晋升荣耀王者，段位达到王者100星时，会晋升成为传奇王者（其中晋升荣耀王者和传奇王者时可以选择荣耀称号）。而进入荣耀王者的玩家会根据实力情况进行全服排名。当然，除了记星，排位赛的勇者积分也可以辅助玩家上分，是新增的另一种加星的规则。在比赛结束后，无论胜负都会得到勇者积分，勇者积分=玩家无挂机行为奖励+连胜奖励+局内评分排名奖励+实力较强奖励（玩家队伍的综合实力高于该段位的平均实力)+虽败犹荣奖励（败方队伍中表现突出的玩家可获得）。如果出现挂机行为，一律不能获得勇者积分。掉星保护机制：当玩家勇者积分满足一定分数会激活掉星保护，排位赛失败时，会消耗对应的勇者积分抵扣掉星。掉星保护消耗的积分随段位提升而增加。勇者积分加星：当勇者积分达到上限后，再赢得一场排位赛，系统会消耗一定当前的勇者积分，并为玩家增加一颗星，消耗的勇者积分同当前段位掉星保护积分相同。排位赛的周期为三个月到四个月，赛季结束后会结算段位；每赛季设有赛季专属皮肤，在排位赛中达到黄金段位以上并获胜10场即可获得当前赛季排位赛专属皮肤（峡谷异闻系列开启后改为历练的历练值达到100即可获得）。

#### 巅峰赛
为了给顶尖玩家提供更好的对局环境，官方从S11赛季开始上线巅峰赛模式。当该赛季段位晋级到最强王者的玩家达到一万人以上方可开启，进入该模式的玩家需要本赛季达到最强王者段位且当前段位高于至尊星耀二(信誉积分需不可低於100)，或者上个赛季最高段位达到荣耀王者（王者50星），即可参与巅峰赛。在0至2099巔峰賽積分時，玩家可以在每天12点至24点參加巔峰賽。積分在2100分以上的玩家可以在18點至24點參加巔峰賽。每週五至六18點至24點會開放"巔峰挑戰賽"，規則與巔峰賽完全一致。每位玩家每周拥有三次失败机会，周五与周六的参与次数连通，在达到失败上限次数前可一直参与，不断累计胜场，直到本周挑战赛时间结束后结算奖励。该模式下所有玩家只能单人匹配，玩家名字使用“巅峰召唤师”代替，双方一共能禁用六位英雄，游戏内不能发送全体消息。游戏结束后根据输赢及其表现增/减巅峰积分与英雄荣耀战力，巅峰积分越高，全英雄荣耀战力加成百分比越高。

### 万象天工
王者荣耀万象天工编辑器功能是8月15日更新后上线的全新功能，玩家可以在万象天工中进行自定义的编辑。
万象天工将突破玩法的边界，给玩家提供更丰富的游戏体验，而这其实也正是此前公布的“王者无限开放计划”的一环。
在万象天工中官方将所有不计入战绩的娱乐模式全部添加到此模式里，以方便玩家找到喜欢的娱乐模式。
为了优化广大用户体验，让用户能够根据喜好进行选择而不多余占用手机内存，万象天工还提供了自主下载、卸载的方式（部分比较早的玩法因为资源复用的问题暂时还不能提供卸载，会在未来逐渐优化为全部可自主下载和卸载，并且所得到的超神、三连杀等将不计入个人信息中）。

#### 王者模拟战
回合策略竞技玩法，已开放排位模式、快速对战模式。
十人通过不间断回合制选择英雄上场对战，赢方得到更多的金币购买英雄合成高级英雄，输方扣除一定的生命值并得到少量金币，直到最后一人存活下来，成为棋神。
别名:王者自走棋。

#### 无限乱斗
本玩法基于正常5V5王者峡谷地图， 额外通过增加随机地图事件的方式来提供更多的乐趣。同时，通过各种手段加快了游戏节奏，所以这张娱乐地图单局时长平均在10分钟以下。
随机地图增益：游戏开始后，每隔两分钟，地图上会刷新不同的地图增益，并在屏幕右上角给出提示。增益效果随机出现，玩家需要及时根据增益效果调整自己的玩法。

#### 夢境大乱斗（5v5，无野区/单中）
共十位玩家。雙方無法挑選英雄，必須通過電腦隨機分配，玩家首先有一次免费更换英雄的机会，之后就要使用「鑽石」更換的英雄，更換掉的英雄會進入「公用英雄池」，最多可放置10個英雄到「公用英雄池」里，所有玩家可使用「公用英雄池」里的英雄（比如，電腦首先給一樓玩家分配了貂蟬，而一樓玩家不想用並按了更換英雄的按鈕，貂蟬就會放入「公用英雄池」，其他人就可以使用「公用英雄池」里的貂蟬）。地图为直筒型，类似于「墨家机关道」，两组队伍占据地图两端，抵达敌方水晶基地只有一条直线路线，也没有野区（无中立怪物、不能通过“打野”赚取金钱）。每个阵营只有两座防御塔。自带「闪现」技能；不能使用「恢复」和「回城」技能，基地不提供回血，但可以通过击杀小兵或者英雄随机掉落血包；必须在出生或死亡后才能购买装备；同時，两边区域塌陷前会随机刷出治疗神符或者金币神符，並會隨著時間逐漸崩塌；其余规则与“王者峡谷”模式相同，获胜条件亦是「摧毁敌方的水晶」或「敌方投降」。因影响平衡性，包括大乔、武则天等等的部分英雄在该模式中被屏蔽。

#### 火焰山大战
共十名玩家。与“王者峡谷”不同的是复活点不确定，死后复活为随机位置复活，不允许使用“恢复”技能且道路两侧有岩浆，进入岩浆会被减速并受到大量真实伤害。玩家都自带可以击退敌方英雄的“火球”技能，击杀主宰与其他野怪可以获得大火球与多发火球，威力比普通火球大（所有火球都具有击退）。優先擊殺滿30個敵人的一方勝利。在2023年8月3日更新中基础玩法进行了更新：新增火焰云。火山云将在游戏中期出现并缓慢移动，可以遮蔽其中英雄使其隐身调整复活机制现在不会在敌人附近复活，并优先在队友身边复活，新增三种道具类型，并将道具刷新位置调整为出生点击败中央boss获得buff并略微提高所有野怪血量，战斗数值调整，略微提高自然成长，移除默认的50%重伤效果。同时新增四种强化火球技能，击败任一野怪获得随机的强化火球，新增火球绝杀奖励，使用火球技能将敌人击退至岩浆后快速击败，将获得随机强化火球。选将机制也进行了调整，被放弃的英雄将进入英雄池供队友重新选择。多项清晰性改善，更好传达战斗信息。

#### 克隆大作战
共十名玩家。全队5名玩家使用同样的英雄进行游戏。游戏地图、玩法和“王者峡谷”相同。每週僅在星期五至日開放，在个别重大节日和活动时也会开放。

#### 契约之战
玩家在同一局内可以选定两个不同英雄，在战斗对局中根据对局需求瞬间切换英雄。切换的冷却时间为20秒。游戏地图和胜利条件与“王者峡谷”同。每週僅在星期五至日開放。

#### 边境突围
大逃杀游戏，即“吃鸡”模式。共100名玩家在与150个王者峡谷大小相当的地图里进行战斗，途中可刷怪或打开宝箱获得装备及金币，亦或是英雄技能。每隔一段时间，沙暴区会扩散，于沙暴区之内，安全区之外的英雄会持续收到真实伤害。流沙区会在地图上于红色标注，区内会随机爆出流沙，被砸到的英雄会收到大量真实伤害。长城守卫军会规律性地于安全区之内投下补给，里面有几率会出现“神装”，即不能从直接从装备栏购买的装备，以及更加强大的英雄技能。消灭敌人及小頭目“沙暴斥候”可以获得他们身上的装备，如果在多人模式中，敌人或自己被打倒会进入“濒死状态”，再次被击倒就算“被消灭”，自己被击倒可获得队友救助，也可以进行救助。胜利的方法是：击败地图上最后一个敌人或自己所在的小队存活到最后，亦或是击败大頭目“湮灭之眼”。胜利后有一个界面会显示“突围成功”，这时便可结束游戏。

#### 五军对決
五军对决是五阵营混战的玩法，每个阵营2个人。其最大的特点是没有兵线、防御塔与水晶。
地图上有属于不同阵营的不同出生点，出生点前每隔一段时间就会刷新治疗包，可以恢复大量血量。
在这个模式里只有“魔道之玉”和“重生之玉”两种野怪。“魔道之玉”击杀后会回复少量血量，并有小概率获得增益。
每隔一定时间会有两个“重生之玉”随机出现在地图上五个出生点上，击杀它可以获得大量金币和重生增益。
击杀敌人可以获得星数。一局游戏将进行8分钟，游戏结束后会按队伍星数排名结算。每週僅在星期五至日開放。（該玩法已經下綫）

#### 冒险玩法
该模式下可以选择三名英雄进行游戏内剧情冒险，根据达到星级标准获得钻石，铭文碎片等奖励，后因为更新和游玩该玩法人数过少，在后续版本已经被删除。

##### 武道大会
选择3个英雄为进攻阵容（英雄战斗力与铭文相关），3个英雄为防守阵容，玩家可主动对排行榜防守玩家发起挑战，胜利则名次取代之。如果戰敗的話，不會倒退排名。（已删除）

##### 挑战
选择3个英雄进行冒险，（已删除）

##### 六国远征
选择3个英雄与1个祝福进行挑战，总共有6个关卡。（已删除）

## 游戏英雄
游戏共有6种类型的英雄可供玩家选择，分别是坦克、战士、刺客（突进）、法师（法术伤害）、射手与辅助（增益）。大部分游戏英雄名字借鉴历史或神话人物名字，也有少部份的原型来自传说生物、其他游戏的角色及影视 
、文学作品。而且每个英雄有不同的皮肤，每款皮肤有不同的特效和售价。（若是那个英雄超过一个类型，如露娜等，则以第一个为主）。

## 衍生作品

### 游戏
2021年10月30日《王者荣耀》六周年晚会《共创之夜》宣布了王者荣耀IP新游戏，并将于未来发布。

#### 王者荣耀·世界（已开启预约）
《王者荣耀·世界》是一款基于《王者荣耀》正统IP世界观开放世界RPG游戏，由腾讯天美工作室群内部开放世界团队研发。游戏旨以最高规格的研发品质，打造一个可玩性高、探索度强、沉浸感、战斗和叙事都超出用户预期的王者幻想世界，让玩家在王者大陆上与英雄共同书写传奇。
科幻作家刘慈欣已与《王者荣耀·世界》达成合作。刘慈欣将携小说《诗云》与《王者荣耀·世界》进行灵感共创。

#### 星之破晓 （在公測間失敗）
《星之破晓》是《王者荣耀》英雄动作格斗类大逃殺手游。由天美工作室群动作团队制作，王者荣耀团队监修。游戏战斗场景将基于王者世界观呈现得更为立体和丰富，带来极致的战斗体验，於2024年12月6日因公測失敗終止營運。

#### 代号·启程（暂未发布公测）
《代号·启程》是《王者荣耀》全新IP手游。由天美工作室群王者荣耀团队制作。该游戏为竖屏游戏，以探索王者峡谷外的世界中心进行创作。

### 动画

#### 王者歪传
2017年網路搞笑動畫。

#### 峡谷重案组
2017年6月23日播出，動畫以推理探案的形式展示角色技能。

#### 是王者啊？
《是王者啊？》是由王者荣耀和奇影动漫团队官方出品的短篇日常搞笑动画剧集。《是王者啊？》目前出第一季，每集7到8分钟左右，一共有14集。于2022年3月18日开播，于2022年6月22日完结。在哔哩哔哩收获2181.2万播放，评分8.4分的好评。目前只在哔哩哔哩上有版权。

#### 王者？别闹！
《王者？别闹！》系列动画番剧是根据腾讯游戏《王者荣耀》的真实游戏情景改编，讲述玩家们熟悉的众多英雄在王者峡谷中发生的搞笑对战日常。因动画中对于角色的塑造十分讨喜，使该游戏的众多英雄角色更加深入人心。目前共有58集，尚在連載當中。
- 导演：友人老宅
- 监制：Lava
- 演出：友人腾
- 策划：老蔡 臧嘻嘻 BO哥 马斯特 Matt
- 动画：阿杜 晓佳 嘉莉 吸气 宏伟 小森子
- 后期：友人橘

## 赛事

### 职业赛事列表
| 赛事名称                         | 赛事范围                    | 主办城市                           | 创立年份 | 举办时间                                                          | 参赛队伍                     | 现任冠军                             |
| 国际賽事                         | 国际賽事                    | 国际賽事                           | 国际賽事 | 国际賽事                                                          | 国际賽事                     | 国际賽事                             |
| -------------------------------- | --------------------------- | ---------------------------------- | -------- | ----------------------------------------------------------------- | ---------------------------- | ------------------------------------ |
| 王者榮耀國際邀請系列賽 （INV）   | 世界 各地                   | 世界 各地                          | 2024年   | 2月至3月（洲際邀請賽） 7月（KWC電競世界杯） 11月（KIC世界冠軍杯） | 不定                         | 2025年                               |
| 王者榮耀國際邀請系列賽 （INV）   | 世界 各地                   | 世界 各地                          | 2024年   | 2月至3月（洲際邀請賽） 7月（KWC電競世界杯） 11月（KIC世界冠軍杯） | 不定                         | NOVA （洲際邀請賽S3）                |
| 王者榮耀國際邀請系列賽 （INV）   | 世界 各地                   | 世界 各地                          | 2024年   | 2月至3月（洲際邀請賽） 7月（KWC電競世界杯） 11月（KIC世界冠軍杯） | 不定                         | AG.AL （KWC電競世界杯）              |
| 杯赛                             |                             |                                    |          |                                                                   |                              |                                      |
| 王者荣耀挑战者杯 （HCC）         | 中國                        | 重慶 南京                          | 2021年   | 12月至1月                                                         | 24                           | 成都AG超玩会 （2024年）              |
| 顶级联赛                         |                             |                                    |          |                                                                   |                              |                                      |
| 王者榮耀職業聯賽 （KPL）         | 中国                        | 上海 北京 成都 重慶 杭州 蘇州 鄭州 | 2016年   | 2月至5月（春季赛） 6月至9月（夏季赛） 10月至11月（年度總決賽）    | 16（固定席位） 2（临时席位） | 成都AG超玩会 （2025年/春季賽）       |
| 英雄電競亞洲冠軍聯賽 （ACL）     | 中国                        | 上海                               | 2025年   | 5月                                                               | 12                           | 广州TTG （2025年）                   |
| 王者荣耀巴西职业联赛 （CHOKBR）  | 巴西                        | 聖保羅                             | 2023年   | 5月至6月（秋季赛） 9月（春季赛）                                  | 6（2025年）                  | LPS （2025年/秋季賽）                |
| 王者荣耀印尼职业联赛 （IKL）     | 印尼                        | 雅加達                             | 2025年   | 4月至6月（春季赛） 8月至10月（秋季赛）                            | 10（2025年）                 | KAGE （2025年/春季赛）               |
| 王者荣耀菲律宾职业联赛 （PKL）   | 菲律宾                      | 帕西格                             | 2025年   | 4月至6月（春季赛） 8月至10月（秋季赛）                            | 8（2025年）                  | BOOM （2025年/春季赛）               |
| 王者荣耀马来西亚职业联赛 （MKL） | 马来西亚                    | 梳邦再也                           | 2025年   | 4月至6月（春季赛） 9月至10月（秋季赛）                            | 8（2025年）                  | NOVA （2025年/春季赛）               |
| 王者荣耀外卡职业系列赛 （WKS）   | 香港 澳門 东南亚            | 線上對決                           | 2025年   | 5月至6月（春季赛） 9月（秋季赛）                                  | 8（2025年）                  | PawsG （2025年/春季赛）              |
| 王者荣耀國際东部联赛 （KME）     | 日本 韩国 南亚 中东 北非    | 马来西亚                           | 2025年   | 4月至6月（春季赛） 9月（秋季赛）                                  | 7（2025年）                  | NS （2025年/春季赛）                 |
| 王者荣耀國際西部联赛 （KMW）     | 独联体 欧洲 北美洲 拉丁美洲 | 马来西亚                           | 2025年   | 4月至5月（春季赛） 9月（秋季赛）                                  | 7（2025年）                  | TWIS （2025年/春季赛）               |
| 次级联赛                         |                             |                                    |          |                                                                   |                              |                                      |
| 王者荣耀甲级职业联赛 （KGL）     | 中国                        | 深圳 九江                          | 2020年   | 2月至5月（春季赛） 6月至9月（夏季赛）                             | 12                           | 常山UUG （2025年/春季）              |
| 王者荣耀女子公开赛               | 中国                        | 北京 濮院                          | 2020年   | 7月至12月                                                         | 不定                         | TE溯 （2024年）                      |
| 王者荣耀公開系列賽 （KOS）       | 世界 各地                   | 世界 各地                          | 2024年   | 2月至4月（S3） 8月（S4）                                          | 不定                         | 2025年（S4賽季）                     |
| 王者荣耀公開系列賽 （KOS）       | 世界 各地                   | 世界 各地                          | 2024年   | 2月至4月（S3） 8月（S4）                                          | 不定                         | SDSS （巴西賽區）                    |
| 王者荣耀公開系列賽 （KOS）       | 世界 各地                   | 世界 各地                          | 2024年   | 2月至4月（S3） 8月（S4）                                          | 不定                         | VESA （印尼賽區）                    |
| 王者荣耀公開系列賽 （KOS）       | 世界 各地                   | 世界 各地                          | 2024年   | 2月至4月（S3） 8月（S4）                                          | 不定                         | WETRND （菲律賓賽區）                |
| 王者荣耀公開系列賽 （KOS）       | 世界 各地                   | 世界 各地                          | 2024年   | 2月至4月（S3） 8月（S4）                                          | 不定                         | TU （馬來西亞賽區）                  |
| 王者荣耀公開系列賽 （KOS）       | 世界 各地                   | 世界 各地                          | 2024年   | 2月至4月（S3） 8月（S4）                                          | 不定                         | FEHK （外卡賽區）                    |
| 王者荣耀公開系列賽 （KOS）       | 世界 各地                   | 世界 各地                          | 2024年   | 2月至4月（S3） 8月（S4）                                          | 不定                         | SZ （日本賽區）                      |
| 王者荣耀公開系列賽 （KOS）       | 世界 各地                   | 世界 各地                          | 2024年   | 2月至4月（S3） 8月（S4）                                          | 不定                         | Ace （南韓賽區）                     |
| 王者荣耀公開系列賽 （KOS）       | 世界 各地                   | 世界 各地                          | 2024年   | 2月至4月（S3） 8月（S4）                                          | 不定                         | CMF （南亞及澳洲賽區）               |
| 王者荣耀公開系列賽 （KOS）       | 世界 各地                   | 世界 各地                          | 2024年   | 2月至4月（S3） 8月（S4）                                          | 不定                         | Astar （中東和北非賽區）             |
| 王者荣耀公開系列賽 （KOS）       | 世界 各地                   | 世界 各地                          | 2024年   | 2月至4月（S3） 8月（S4）                                          | 不定                         | Fire （東歐與中亞賽區）              |
| 王者荣耀公開系列賽 （KOS）       | 世界 各地                   | 世界 各地                          | 2024年   | 2月至4月（S3） 8月（S4）                                          | 不定                         | TM （西歐賽區）                      |
| 王者荣耀公開系列賽 （KOS）       | 世界 各地                   | 世界 各地                          | 2024年   | 2月至4月（S3） 8月（S4）                                          | 不定                         | LMC （北美洲賽區）                   |
| 王者荣耀公開系列賽 （KOS）       | 世界 各地                   | 世界 各地                          | 2024年   | 2月至4月（S3） 8月（S4）                                          | 不定                         | FA （拉丁美洲北部賽區）              |
| 王者荣耀公開系列賽 （KOS）       | 世界 各地                   | 世界 各地                          | 2024年   | 2月至4月（S3） 8月（S4）                                          | 不定                         | AYLO （拉丁美洲南部賽區）            |
| 王者榮耀日本傳奇賽 （KJL）       | 日本                        | 線上對決                           | 2025年   | 6月至7月                                                          | 6                            | SZ （2025年/夏季）                   |
| 第三级联赛                       |                             |                                    |          |                                                                   |                              |                                      |
| 王者荣耀高校聯賽                 | 中国                        | 中国 国内 各地                     | 2018年   | 不定                                                              | 不定                         | 南京金陵科技学院-JIT战队 （S11賽季） |
| 王者荣耀全国大赛                 | 中国                        | 中国 国内 各地                     | 2020年   | 2月至5月（第十一屆）                                              | 不定                         | onepiece战队 （S11賽季/5V5團體賽）   |
| 王者荣耀主播聯賽                 | 中国                        | 中国 国内 各地                     | 2023年   | 不定                                                              | 7月至8月（2025年）           | TuT （2025年/老王杯S2）              |

### 目前舉辦赛事

#### 國際賽事
- 王者荣耀國際邀請系列賽（INV）

王者荣耀國際邀請系列賽（INV），是世界级职业比赛，於2024年舉辦，並分洲際邀請賽（KIS）、季中邀請賽（KIM）及冠軍邀請賽（KC）。但於2025年開始，原本的季中邀請賽被王者榮耀電競世界盃（KWC）取代；冠軍邀請賽回歸至原本的王者榮耀世界冠軍杯（KIC）。

#### 杯賽
- 王者荣耀挑战者杯（HCC）

王者荣耀挑战者杯（英语：Honor of Kings Challenger Cup），是在中国大陆举办的职业比赛，前身为王者荣耀冬季冠军杯。

#### 職業賽事
中國大陸賽區
- 王者荣耀职业联赛（KPL）

王者荣耀职业联赛（英语：King Pro League），是在中国大陆举办的高规格职业比赛，每年分为春季赛、夏季赛、年度總決賽。
- 王者荣耀甲级职业联赛（KGL）

王者荣耀甲级职业联赛（英语：King Growth League），是在中国大陆举办的次级联赛，每年分为春季赛、夏季赛，並有望晋级王者荣耀职业联赛（KPL）。
- 王者荣耀全国大赛

王者荣耀全国大赛，是在中国大陆举办的賽事，並经历海选赛、季后赛、總決賽，且表现出色的战队，有望晋级王者荣耀甲级职业联赛（KGL）。
國際賽區
- 王者榮耀巴西職業聯賽（CHOKBR）

王者荣耀巴西职业联赛（英语：Honor of Kings Brazil Championship），是在巴西举办的高规格职业比赛，每年分为秋季赛、春季赛。
- 王者榮耀印尼職業聯賽（IKL）

王者荣耀印度尼西亚职业联赛（英语：Honor of Kings Indonesia Kings Laga），是在印尼举办的高规格职业比赛，每年分为春季赛、秋季赛。
- 王者榮耀菲律賓職業聯賽（PKL）

王者荣耀菲律宾职业联赛（英语：Honor of Kings Philippines Kings League），是在菲律宾举办的高规格职业比赛，每年分为春季赛、秋季赛。
- 王者榮耀馬來西亞職業聯賽（MKL）

王者荣耀马来西亚职业联赛（英语：Honor of Kings Malaysia Kings League），是在马来西亚举办的高规格职业比赛，每年分为春季赛、秋季赛。
- 王者榮耀外卡職業系列賽（WKS）

王者荣耀外卡职业系列赛（英语：Honor of Kings Wildcard Kings Series），是開放給東南亞、香港、澳門的高规格职业比赛，每年分为春季赛、秋季赛。
- 王者榮耀國際東部聯賽（KME）

王者荣耀國際东部联赛（英语：Honor of Kings Major East League），是開放給日本、南韓、南亞及中東地區举办的高规格职业比赛，每年分为春季赛、秋季赛。
- 王者榮耀國際西部聯賽（KMW）

王者荣耀國際西部联赛（英语：Honor of Kings Major West League），是開放給土耳其、独联体、歐洲及北美洲、中南美洲举办的高规格职业比赛，每年分为春季赛、秋季赛。
- 王者榮耀公開系列賽（KOS）

王者榮耀公開系列賽（英语：Honor of Kings Open Series），是國際公開資格賽事，每年共進行二個賽季。

#### 非职业赛事
中國大陸賽區
- 王者荣耀高校联赛

“王者荣耀高校联赛”，是在中国大陆举办的賽事，並为高等学校学生參賽的赛事。
- 王者荣耀主播聯賽

“王者荣耀主播聯賽”，是在中国大陆举办的賽事，为直播平台的主播參賽的赛事。
國際賽區
- 王者荣耀校園系列賽（KCS）

“王者荣耀校園系列賽”（英语：Honor of Kings Campus Series），是橫跨全球的校园电竞赛事，每年共進行二個賽季。

### 已停辦赛事
- 王者荣耀冠军杯（KCC）

王者荣耀冠军杯（英语：Honor of Kings Champion Cup），是首个高规格及全国赛（中国大陆）首届举办时间为2016年。在2019年以前为中国最高规格的杯赛，在2018年升格国际邀请赛，成为首个国际职业比赛。2019年，宣布升级为王者荣耀世界冠军杯。
- 王者荣耀冬季冠军杯（KCC Winter）

王者荣耀冬季冠军杯（英语：Honor of Kings Winter Champion Cup），是王者荣耀国际赛事，冬季举办，2021年被王者荣耀挑战者杯取代。
- 丝路电竞锦标赛（SRET）

丝路电竞锦标赛（英语：Silk Road Esports Tuor），是外卡赛区参加2019王者荣耀世界冠军杯唯一的道路，比赛在马来西亚吉隆坡举办，获得冠军將和KRKPL战队争夺唯一一个国际选拔赛晋级名额。该赛事结束后官方并未解释是否会举办第二届，目前定于为不定时举办赛事。
- 韩国王者荣耀职业联赛（KRKPL）

韩国王者荣耀职业联赛（英语：Korea King Pro League）又称王者荣耀国际赛区。2018年10月，在韩国首尔举办首届赛事；在2019年升级国际赛区，除韩国队伍外，加入全球4个国际隊伍。2020年2月30日，升级為王者荣耀职业联赛国际巡回赛（KPLGT），转至马来西亚吉隆坡举办。
- 王者荣耀职业发展联赛国际巡回赛（KPLGT）

王者荣耀职业联赛国际巡回赛（英语：King Pro League Global Tour），是王者荣耀官方国际联赛，於2021年停办。
- 王者荣耀亚洲职业联赛（KAW）

王者荣耀亚洲职业联赛（英语：Honor of Kings Asian Wave），是2023年举办的王者荣耀亚洲区域职业赛事，於2024年停办。
- KPL预选赛

KPL预选赛（王者荣耀职业联赛预选赛），是王者荣耀职业联赛（KPL）每一个赛季结束后举办的升降级赛。一年举办2季，分别为夏季及冬季。参赛队伍为KPL降级队伍大概2至3，及次级4大联赛王者荣耀城市赛（KOC）、微信精英赛（WSC）、QQ手游全民竞技大赛（QGC）、腾讯大奖赛（TGA）的冠亚军组成约9至12支队伍参加该赛事，每季约有2至3个名额直升KPL。但2018年KPL秋季赛取消降级后，KPL预选赛的定位大大幅度的降低，因宣布2019年KPL賽區进入固定席位，所以2019年KPL冬季预选赛成为KPL预选赛最后一次直通2020年KPL賽區的通道，以后将不会在有这样的升降级赛，但2019年KPL冬季预选赛结束后官方未宣布该届比赛为KPL预选赛最后一届赛事。

## 影响与争议

### 与王者荣耀同名者
王者荣耀（2017年8月1日－），陕西西安人，籍贯河北沙河，因与手机游戏王者荣耀同名而受到媒体和网友关注。王者荣耀的父亲从事IT工作，在西安华为公司担任移动开发工程师。其称因华为荣耀手机而“对荣耀这个词有感情认知”，因此给其女取名“王者荣耀”。虽然与手游王者荣耀重名，但没有什么关系。王者荣耀的母亲、外祖父母均没有异议。王者荣耀的父亲于8月7日在西安市公安局沣东新城分局三桥派出所申报户口，派出所称“王者荣耀”没有违反《姓名登记条例》，于是正常履行了申报程序。
媒体和网友对“王者荣耀”的名字褒贬不一。东方网评价称，此举虽符合规定，但不仅是开自己的玩笑，更是拿孩子的明天开玩笑。《新京报》评价称，在强调取名自由的同时，也要意识到背后的代价和成本。人民网评论称，“王者荣耀”和“建国”、“援朝”、“爱华”一样，反应了鲜明的时代特征，不妨以宽容的心态对待。